# Капронові сіті
«Капронові сіті» (рос. Капроновые сети) — радянський дитячий пригодницький фільм режисерів Геннадія Полоки і Левана Шенгелії, знятий на кіностудії «Мосфільм» в 1962 році. Фільм вийшов в широкий прокат наступного 1963 року, звідси і розбіжності в даті випуску в різних джерелах.

## Сюжет
Шкільні друзі Сева і Борис під час канікул допомагають розносити пошту. Від працівників заповідника вони дізнаються, що хтось ставить сіті і відловлює осетрів, вирощених на риборозплідних станції. Батько Бориса, майор міліції, підозрює в браконьєрстві водія вантажівки Степана Жуйкова. Хлопці дружать зі Степаном і не хочуть повірити в його провину. На ведмежій протоці вони виявили занедбану хатинку і заховані рибальські снасті. Після кількох ночей спостереження хлопці з подивом впізнають в браконьєрі, що зачаївся, свого знайомого. Користуючись своїм впливом, Степану вдається на якийсь час добитися мовчання хлопчиків. Друзі не говорять про те, що трапилося в міліції, а пробують самостійно змусити злочинця припинити вилов і з цією метою псують йому човен і рвуть нові капронові сіті.

## У ролях
- Леонід Харонський —  Севка
- Микола Ашихмін —  Борис
- Павло Луспекаєв —  Степан Жуйков, шофер вантажівки  (озвучує Леонід Галліс)
- Микола Крючков —  Іван Захарович, батько Бориса
- Леонід Харитонов —  Валентин, капітан річкового буксира «Лебідь»
- Алевтина Рум'янцева —  Поліна Іванівна, мати Севки
- Анатолій Соловйов —  батько Севки
- Еммануїл Геллер —  пастух
- Володимир Гуляєв —  інспектор рибнагляду
- Віктор Колпаков —  кермовий матрос
- Марина Кузнецова —  дочка начальника будівництва
- Михайло Зімін — епізод
- Андрій Тутишкін — епізод
- Олександр Титов — епізод
- Юрій Цупко — епізод
- Георгій Гумільовський —  міліціонер

## Знімальна група
- Автори сценарію:  Юрій Томін,  Сергій Єрмолинський
- Режисери-постановники: Геннадій Полока, Леван Шенгелія
- Оператор-постановник: Костянтин Петриченко
- Композитор: Геннадій Савельєв
- Художник-постановник: К. Ходатаєв